# فلایینگ فلئا
فلایینگ فلئا (به انگلیسی: Mignet_Pou-du-Ciel) یک هواگرد ملخ‌پیشین تک‌موتوره از نوع هواپیمای آموزشی ساخت شرکت هواپیمای دست‌ساز است. هواگرد فلایینگ فلئا نخستین پروازش را در ۱۰ سپتامبر ۱۹۳۳ میلادی انجام داد. این هواگرد در سال ۱۹۳۳ میلادی رسماً معرفی گردید. برنامه ساخت این هواگرد در نهایت لغو گردید.
طراح این هواگرد، Henri Mignet بود.